# Ensapa Lobsang Döndrup
Ensapa Lobsang Dondrup (1505 – 1568) è stato un monaco buddhista tibetano importante leader del buddhismo tibetano e fu riconosciuto, dopo la sua morte, come il terzo Panchen Lama.
Ensapa Lobsang Dondrup è famoso per aver trascorso più di vent'anni della sua vita a meditare in una caverna isolata sull'Himalaya.